# Liste des pièces de collection andorranes en euro
Une pièce de collection andorrane en euro est une pièce de monnaie libellée en euro et émise par Andorre mais qui n'est pas destinée à circuler.  Elle est principalement destinée aux collectionneurs.
Les pièces en euro de collection de la principauté d'Andorre sont frappées par la Monnaie d'Espagne (FNMT). Les tirages sont souvent confidentiels (quelques milliers d'exemplaires).

## Pièce de 1,25 Euro
Caractéristiques : 17,7 g, 34 mm (Cupro-nickel)
2021
- Pont de la Margineda[2] (1 500 exemplaires)
- Narcisse des poètes[3] (3 000 exemplaires)

2022
- Saint Jean de Caselles (1 500 exemplaires)
- Écureuil roux (1 500 exemplaires)

## Pièce de 5 Euro
Caractéristiques : 27 g , 40 mm (92,5 % Ag, 7,5 % Cu)
2018
- 25e anniversaire de la Constitution d'Andorre[5] (10 000 exemplaires)

## Pièce de 50 Euro
Caractéristiques : 6,75 g, 23 mm  (99,9 % Or)
2018
- 25e anniversaire de la Constitution d'Andorre[6] (3 000 exemplaires)